# Strauchsteppe

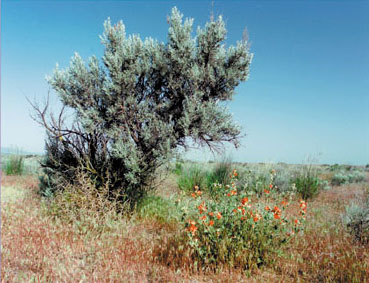
Wüsten-Beifuß

Strauchsteppen bilden einen baumfreien Landschaftstyp innerhalb der Steppen, der bei geringen Niederschlagsmengen ausgebildet wird. Obwohl die Bedingungen als arid gelten können – 8–11 trockene Monate sind typisch –, steht in den Strauchsteppen genügend Feuchtigkeit zur Verfügung, um eine dauerhafte, jedoch häufig lückenhafte Pflanzendecke aus Strauchformationen, denen Gräser beigemischt sind, ausbilden zu können. Im Gegensatz zu den Halbwüsten, die aus ähnlichen Pflanzenformationen bestehen, ist jedoch immer mehr als 50 % der Flächen von Pflanzen bedeckt und die Summe der jährlichen Niederschläge liegt in der Regel noch über 250 mm. Häufig finden sich Strauchsteppen im Übergang von den trockenen Mittelbreiten zu den subtropischen Trockengebieten; 8 bis 12 Monate liegen die Mitteltemperaturen über 10 °C.
Dominante Pflanzen sind häufig Zwergsträucher, Therophyten (kurzlebige Stauden) und Hemikryptophyten (etwa niederliegende oder kriechende krautige Pflanzen). Handelt es sich mehrheitlich um dornbewehrte Sträucher, wird auch von Dornsteppe gesprochen (nicht zu verwechseln mit der Dornsavanne).
Die primären ökologischen Prozesse, die in der Vergangenheit wirkten, um Strauchsteppen auszubilden, sind Trockenheit und Feuer. Die Pflanzenarten der Strauchsteppen haben für die geringen Jahresniederschläge und die sommerliche Trockenheit spezielle Anpassungen entwickelt. Ihre Anpassung an die Landschaft und ihre Verbreitung darin ist von der Bodenfeuchte abhängig. Gelegentlich ausbrechende Feuer, die ein Patchwork-Muster aus Sträuchern und Gräsern in der Vegetationsdecke hinterlassen, charakterisieren die Strauchsteppen als Landschafts- oder Ökosystemtyp.

## Nordamerika

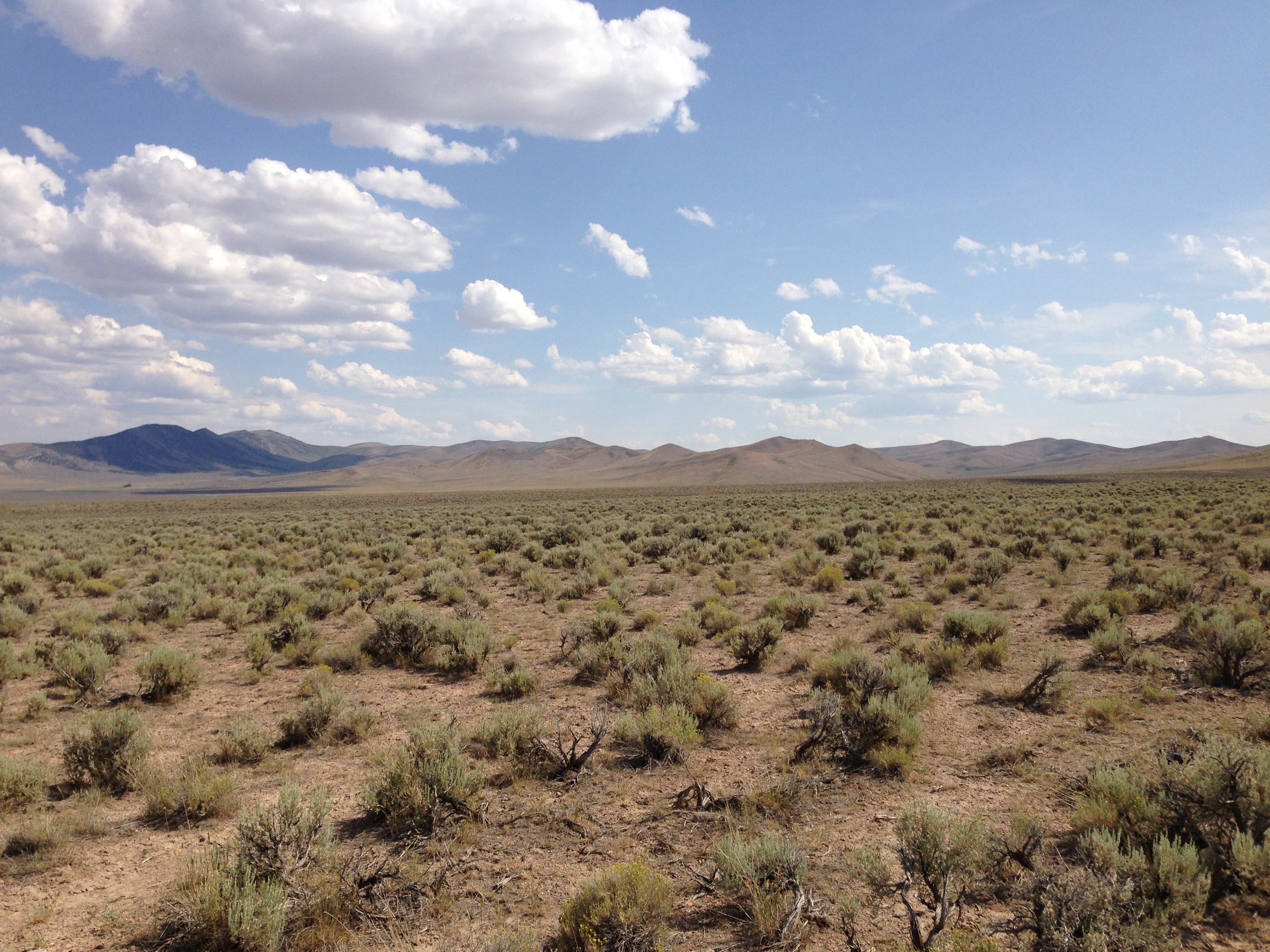
Beifuß-Steppe in Nordost-Nevada entlang der U.S. Route 93

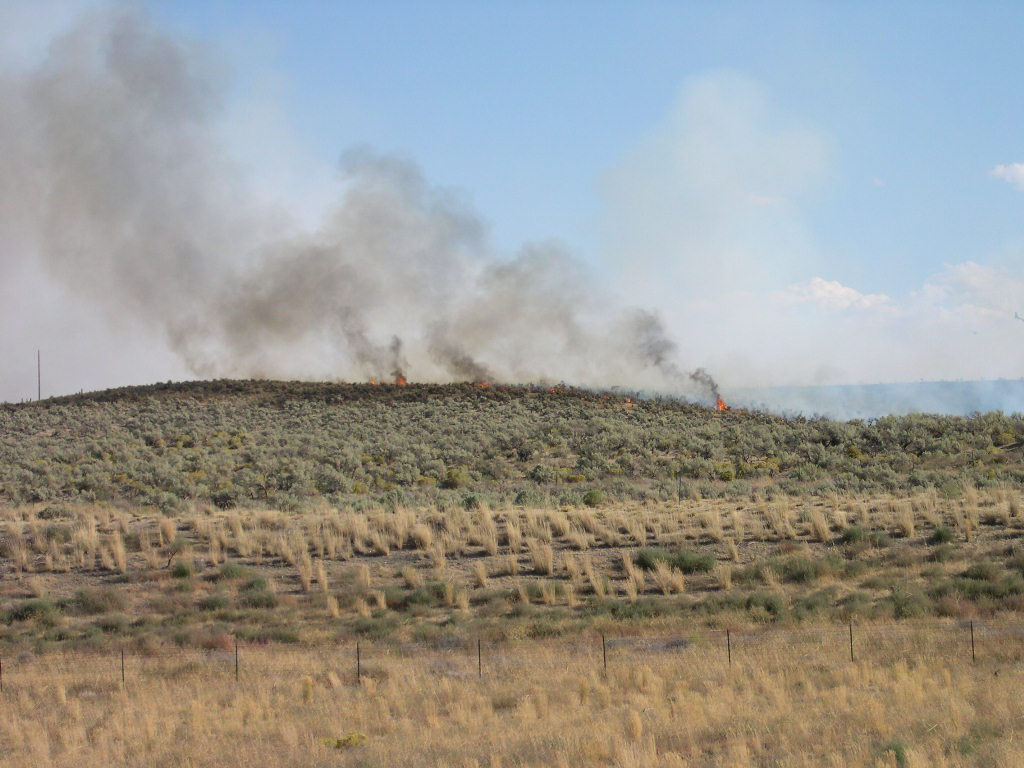
Eine Strauchsteppe, eines der am stärksten gefährdeten Ökosysteme der Vereinigten Staaten, steht in Flammen. Wüsten-Beifuß (Artemisia tridentata ssp. wyomingensis) ist im Gegensatz zur Gelb-Kiefer (Pinus ponderosa) nicht an Brände angepasst und wird komplett zerstört.

Die Strauchsteppen von Nordamerika kommen in den westlichen Vereinigten Staaten und in West-Kanada im Regenschatten-Gebiet zwischen der Kaskadenkette und der Sierra Nevada im Westen und den Rocky Mountains im Osten vor. Sie erstrecken sich vom südlich-zentralen British Columbia südwärts bis ins südöstliche Washington, östliche Oregon und östliche Kalifornien sowie über Idaho, Nevada und Utah bis ins westliche Wyoming und Colorado, außerdem bis ins nördliche und zentrale New Mexico und ins nördliche Arizona. Die Vegetation wird von primär niedrigen Sträuchern wie dem Wüsten-Beifuß (Artemisia tridentata) und Purshia tridentata dominiert. Die geringen Niederschläge lassen ein Wachstum von Bäumen eigentlich nicht zu, doch kommen diese gelegentlich vor. Weitere wichtige Pflanzenarten sind Tussock (hier: Pseudoroegneria spicata), die in historischer Zeit als Vieh-Futter einführt, jedoch rasch von nicht-heimischen einjährigen Pflanzen wie Dach-Trespe (Bromus tectorum, englisch Cheatgrass), Ungarischer Rauke (Sisymbrium altissimum, englisch tumble mustard) und Kali-Salzkraut (Kali turgidum, englisch Russian thistle) verdrängt wurde. Es gibt eine Reihe von Tierarten, die in den Strauchsteppen zu Hause sind, darunter Beifußhühner, Zwergkaninchen, Pazifik-Klapperschlange und Gabelbock.
Historisch wurde ein Großteil der Strauchsteppen im US-Bundesstaat Washington als „scablands“ (deutsch Einöde, siehe auch Channeled Scablands) bezeichnet, ein Name, der aufgrund der vor mehr als 10.000 Jahren über das Gebiet brausenden verheerenden Missoula-Fluten, die tiefe Kanäle in den anstehenden Basalt gruben, vergeben wurde. Zu den wichtigsten Gefährdungsursachen gehören Überweidung, Landschaftsbrände, die Ausbreitung invasiver Arten, die landwirtschaftliche Entwicklung (da sich ein Großteil der Landschaften in tieferen Lagen befindet und in Felder umgewandelt wurde) sowie die energiewirtschaftliche Entwicklung. Von den ursprünglich vorhandenen Strauchsteppen sind in Washington nur noch 50 % erhalten, nach Ansicht anderer Quellen sogar nur 12 bis 15 %.
Folgende Ökoregionen werden in Nordamerika unterschieden:
- die Great Basin shrub steppe in Ost-Kalifornien, Zentral-Nevada, West-Utah und Südost-Idaho[6]
- die Snake-Columbia shrub steppe im südlich-zentralen Washington, Ost-Oregon, Nordost-Kalifornien, Nord-Nevada und Idaho[7]
- die Wyoming Basin shrub steppe in Zentral-Wyoming, im südlich-zentralen Montana, Nordost-Utah, Südwest-Idaho und Nordwest-Colorado[8]
- die Okanagan shrub steppe im Okanagan Valley im südlich-zentralen British Columbia und im südlichen  Similkameen Valley, das sich von British Columbia bis ins nördlich-zentrale Washington erstreckt